# آية الإنذار

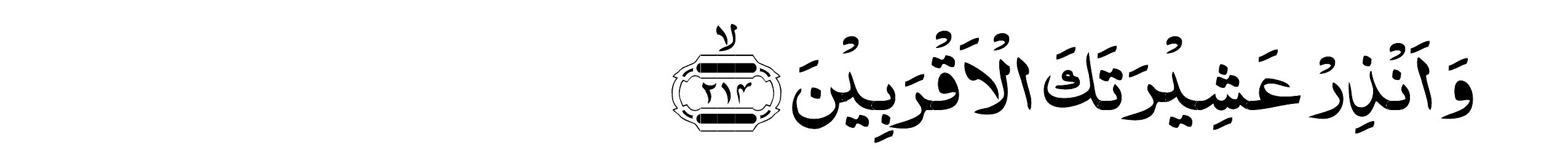
التفسير الميسر للآية: وحذَّر- أيها الرسول - الأقرب فالأقرب مِن قومك، مِن عذابنا، أن ينزل بهم.

آية الإنذار هي الآية المائتين والأربعة عشر من سورة الشعراء، وهي الآية التي أمر الله تعالى فيها نبيه بدعوة قومه إلى الإسلام وإنذارهم، وتلبية لذلك جمع قومه من بني عبد المطلب ودعاهم إلى الإسلام، ويذهب الشيعة إلى أن النبي صلى الله عليه وآله عيّن في ذلك الاجتماع علي بن أبي طالب وصياً وخليفةً له مستندين في ذلك على الروايات الواردة في شان نزول هذه الآية، بخلاف أهل السنة فإنهم لايذهبون إلى ذلك.

## نصالآية
﴿وَأَنْذِرْ عَشِيرَتَكَ الْأَقْرَبِينَ ۝٢١٤﴾

## شأن النزول
فِي حَدِيثِ عائِشَةَ وابْنِ عَبّاسٍ وأبِي هُرَيْرَةَ في صَحِيحَيِ البُخارِيِّ ومُسْلِمٍ يَجْمَعُها قَوْلُهم «لَمّا نَزَلَتْ (﴿وأنْذِرْ عَشِيرَتَكَ الأقْرَبِينَ﴾) قامَ رَسُولُ اللَّهِ عَلى الصَّفا فَدَعا قُرَيْشًا فَجَعَلَ يُنادِي: يا بَنِي فِهْرٍ، يا بَنِي عَدِيٍّ، لِبُطُونِ قُرَيْشٍ حَتّى اجْتَمَعُوا فَجَعَلَ الرَّجُلُ إذا لَمْ يَسْتَطِعْ أنْ يَخْرُجَ أرْسَلَ رَسُولًا لِيَنْظُرَ ما هو، فَقالَ: (يا مَعْشَرَ قُرَيْشٍ، فَعَمَّ وخَصَّ، يا بَنِي كَعْبِ بْنِ لُؤَيٍّ أنْقِذُوا أنْفُسَكم مِنَ النّارِ، يا بَنِي مُرَّةَ بْنِ كَعْبٍ أنْقِذُوا أنْفُسَكم مِنَ النّارِ، يا بَنِي عَبْدِ شَمْسٍ أنْقِذُوا أنْفُسَكم مِنَ النّارِ، يا بَنِي عَبْدِ مَنافٍ أنْقِذُوا أنْفُسَكم مِنَ النّارِ، يا بَنِي هاشِمٍ أنْقِذُوا أنْفُسَكم مِنَ النّارِ، يا بَنِي عَبْدِ المُطَّلِبِ أنْقِذُوا أنْفُسَكم مِنَ النّارِ، اشْتَرُوا أنْفُسَكم مِنَ اللَّهِ لا أُغْنِي عَنْكم مِنَ اللَّهِ شَيْئًا، يا عَبّاسَ بْنَ عَبْدِ المُطَّلِبِ لا أُغْنِي عَنْكَ مِنَ اللَّهِ شَيْئًا، يا صَفِيَّةُ عَمَّةَ رَسُولِ اللَّهِ لا أُغْنِي عَنْكِ مِنَ اللَّهِ شَيْئًا، يا فاطِمَةُ بِنْتَ رَسُولِ اللَّهِ سَلِينِي مِن مالِي ما شِئْتِ لا أُغْنِي عَنْكِ مِنَ اللَّهِ شَيْئًا، غَيْرَ أنَّ لَكم رَحِمًا سَأبُلُّها بِبَلالِها» 
جاءَ في بَعْضِ الرِّواياتِ عَنِ ابْنِ عَبّاسٍ في صَحِيحِ مُسْلِمٍ: لَمّا نَزَلَتْ (وأنْذِرْ عَشِيرَتَكَ الأقْرَبِينَ ورَهْطَكَ مِنهُمُ المُخْلَصِينَ) وأنَّ ذَلِكَ نُسِخَ. فَلَعَلَّ الآيَةَ نَزَلَتْ أوَّلَ مَرَّةٍ ثُمَّ نُسِخَتْ تِلاوَتُها ثُمَّ أُعِيدَ نُزُولُ بَعْضِها في جُمْلَةِ سُورَةِ الشُّعَراءِ.

## تفسير الآية
يأمر الله تعالى رسوله صلى الله عليه وآله وسلم في هذه الآية على إنذار اهله الأقربين، أي: الأدنين إليه، ينذرهم من العذاب المنزل بهم على كفرهم. ووجه الاهتمام أنهم أولى بقبول نصحهه وتعزيز دعوته,ولئلا يظن أنهم أبعد عن الإنذار والتحذير حيث قال لهم «لا أُغْنِي عَنْكم مِنَ اللَّهِ شَيْئًا».